# Gran Premio motociclistico d'Australia 2011
Il Gran Premio motociclistico d'Australia 2011 corso il 16 ottobre, è stato il sedicesimo Gran Premio della stagione 2011. Le gare si sono disputate sul circuito di Phillip Island.
In MotoGP Casey Stoner su Honda, alla nona vittoria stagionale, ha ottenuto con due Gran Premi d'anticipo la certezza matematica del suo secondo titolo iridato dopo quello del 2007, non essendo più raggiungibile dal primo degli inseguitori, Jorge Lorenzo della Yamaha, che non ha partecipato alla corsa a causa di un infortunio patito nel warm-up. Sul podio insieme a Stoner sono saliti Marco Simoncelli e Andrea Dovizioso, anch'essi su Honda. Per Simoncelli il secondo posto ottenuto è quello che sarà il suo miglior risultato in MotoGP, in quanto morirà una settimana dopo a causa di un incidente durante il gran premio di Sepang. Non hanno preso parte alla corsa per infortunio anche Ben Spies, compagno di Lorenzo, e Damian Cudlin. La gara si è svolta in condizioni prevalentemente asciutte, eccetto che per le ultime fasi caratterizzate dalla pioggia.
In Moto2 a vincere è stato Alex De Angelis, che ha preceduto Stefan Bradl e Marc Márquez; quest'ultimo ha dovuto prendere il via dalla 38ª e ultima casella dello schieramento come sanzione dopo un incidente con Ratthapark Wilairot avvenuto nelle prove libere. Con questi risultati Bradl si è portato al primo posto in classifica con 3 punti di vantaggio su Márquez.
Nella classe 125 la vittoria è andata a Sandro Cortese davanti a Luis Salom e a Johann Zarco, che ha così ridotto a 25 punti il divario in classifica da Nicolás Terol, che ha chiuso in sesta piazza. Jonas Folger, terzo in griglia, non ha potuto prendere il via per un problema al motore. A seguito di uno scroscio di pioggia prima della partenza, la gara si è svolta su asfalto all'inizio bagnato e poi progressivamente asciutto.

## MotoGP

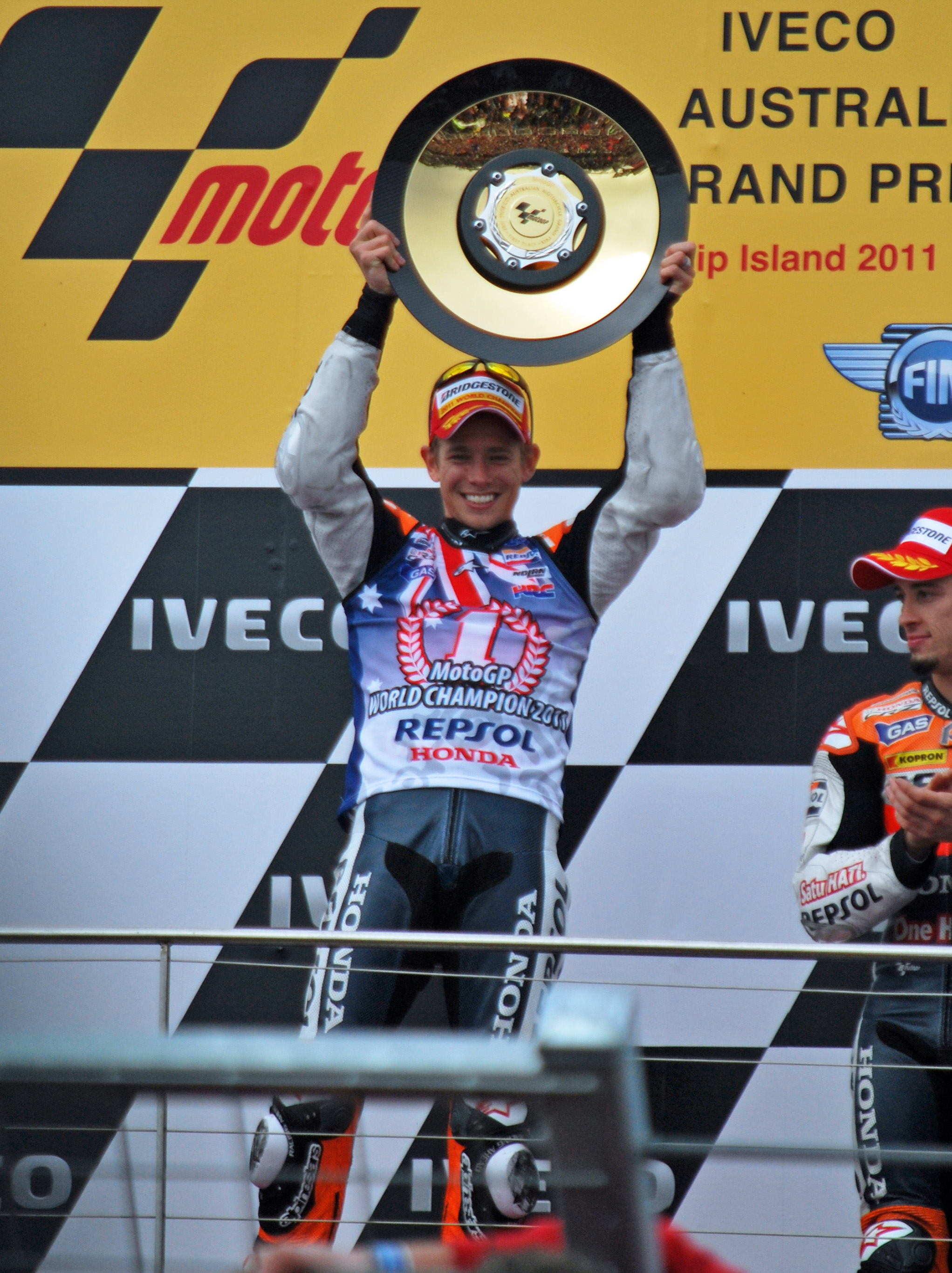
Casey Stoner solleva il trofeo riservato al vincitore della gara della classe MotoGP

Héctor Barberá, infortunato, viene sostituito da Damian Cudlin.

### Arrivati al traguardo
| Pos. | Nº | Pilota           | Squadra                 | Motocicletta       | Giri | Tempo     | Griglia | Punti |
| ---- | -- | ---------------- | ----------------------- | ------------------ | ---- | --------- | ------- | ----- |
| 1º   | 27 | Casey Stoner     | Repsol Honda            | Honda RC212V       | 27   | 42:02.425 | 1       | 25    |
| 2º   | 58 | Marco Simoncelli | San Carlo Honda Gresini | Honda RC212V       | 27   | +2.210    | 2       | 20    |
| 3º   | 4  | Andrea Dovizioso | Repsol Honda            | Honda RC212V       | 27   | +2.454    | 4       | 16    |
| 4º   | 26 | Daniel Pedrosa   | Repsol Honda            | Honda RC212V       | 27   | +13.160   | 6       | 13    |
| 5º   | 5  | Colin Edwards    | Monster Yamaha Tech 3   | Yamaha YZR-M1      | 27   | +30.886   | 7       | 11    |
| 6º   | 14 | Randy de Puniet  | Pramac Racing           | Ducati Desmosedici | 27   | +48.800   | 9       | 10    |
| 7º   | 69 | Nicky Hayden     | Ducati Team             | Ducati Desmosedici | 27   | +1:16.314 | 5       | 9     |
| 8º   | 24 | Toni Elías       | LCR Honda               | Honda RC212V       | 26   | +1 giro   | 14      | 8     |
| 9º   | 65 | Loris Capirossi  | Pramac Racing           | Ducati Desmosedici | 26   | +1 giro   | 8       | 7     |
| 10º  | 17 | Karel Abraham    | Cardion AB Motoracing   | Ducati Desmosedici | 25   | +2 giri   | 13      | 6     |

### Ritirati
| Nº | Pilota          | Squadra                 | Motocicletta       | Giri | Griglia |
| -- | --------------- | ----------------------- | ------------------ | ---- | ------- |
| 19 | Álvaro Bautista | Rizla Suzuki            | Suzuki GSV-R       | 23   | 3       |
| 7  | Hiroshi Aoyama  | San Carlo Honda Gresini | Honda RC212V       | 23   | 10      |
| 35 | Cal Crutchlow   | Monster Yamaha Tech 3   | Yamaha YZR-M1      | 23   | 12      |
| 46 | Valentino Rossi | Ducati Team             | Ducati Desmosedici | 13   | 11      |

### Non partiti
| Nº | Pilota        | Squadra               | Motocicletta       |
| -- | ------------- | --------------------- | ------------------ |
| 1  | Jorge Lorenzo | Yamaha Factory Racing | Yamaha YZR-M1      |
| 11 | Ben Spies     | Yamaha Factory Racing | Yamaha YZR-M1      |
| 6  | Damian Cudlin | Mapfre Aspar          | Ducati Desmosedici |

## Moto2
Julián Simón, infortunato, viene sostituito da Iván Moreno. Sergio Gadea non partecipa a questo Gran Premio per infortunio. In questo Gran Premio corrono due wildcard: Kris McLaren su Suter e Blake Leigh-Smith su FTR.

### Arrivati al traguardo
| Pos. | Nº | Pilota             | Squadra                           | Motocicletta       | Giri | Tempo     | Griglia | Punti |
| ---- | -- | ------------------ | --------------------------------- | ------------------ | ---- | --------- | ------- | ----- |
| 1º   | 15 | Alex De Angelis    | JIR Moto2                         | MotoBi             | 25   | 39:44.774 | 1       | 25    |
| 2º   | 65 | Stefan Bradl       | Viessmann Kiefer Racing           | Kalex              | 25   | +1.358    | 8       | 20    |
| 3º   | 93 | Marc Márquez       | CatalunyaCaixa Repsol             | Suter MMX          | 25   | +6.362    | 38      | 16    |
| 4º   | 71 | Claudio Corti      | Italtrans Racing                  | Suter MMX          | 25   | +6.475    | 20      | 13    |
| 5º   | 44 | Pol Espargaró      | HP Tuenti Speed Up                | FTR                | 25   | +14.815   | 6       | 11    |
| 6º   | 54 | Kenan Sofuoğlu     | Technomag-CIP                     | Suter MMX          | 25   | +15.155   | 5       | 10    |
| 7º   | 45 | Scott Redding      | Marc VDS Racing                   | Suter MMX          | 25   | +15.261   | 4       | 9     |
| 8º   | 29 | Andrea Iannone     | Speed Master                      | Suter MMX          | 25   | +16.047   | 16      | 8     |
| 9º   | 63 | Mike Di Meglio     | Tech 3 Racing                     | Tech 3 Mistral 610 | 25   | +16.331   | 2       | 7     |
| 10º  | 72 | Yūki Takahashi     | Gresini Racing                    | Moriwaki           | 25   | +20.337   | 3       | 6     |
| 11º  | 12 | Thomas Lüthi       | Interwetten Paddock               | Suter MMX          | 25   | +22.081   | 9       | 5     |
| 12º  | 77 | Dominique Aegerter | Technomag-CIP                     | Suter MMX          | 25   | +26.248   | 13      | 4     |
| 13º  | 40 | Aleix Espargaró    | Pons HP 40                        | Pons Kalex         | 25   | +29.295   | 24      | 3     |
| 14º  | 51 | Michele Pirro      | Gresini Racing                    | Moriwaki           | 25   | +30.203   | 12      | 2     |
| 15º  | 3  | Simone Corsi       | Ioda Racing Project               | FTR                | 25   | +30.745   | 22      | 1     |
| 16º  | 36 | Mika Kallio        | Marc VDS Racing                   | Suter MMX          | 25   | +30.776   | 15      |       |
| 17º  | 88 | Ricard Cardús      | QMMF Racing                       | Moriwaki           | 25   | +30.784   | 27      |       |
| 18º  | 38 | Bradley Smith      | Tech 3 Racing                     | Tech 3 Mistral 610 | 25   | +43.520   | 7       |       |
| 19º  | 80 | Axel Pons          | Pons HP 40                        | Pons Kalex         | 25   | +47.064   | 25      |       |
| 20º  | 35 | Raffaele De Rosa   | NGM Forward Racing                | Suter MMX          | 25   | +50.357   | 19      |       |
| 21º  | 4  | Randy Krummenacher | GP Team Switzerland Kiefer Racing | Kalex              | 25   | +50.364   | 33      |       |
| 22º  | 9  | Kenny Noyes        | Avintia-STX                       | FTR                | 25   | +1:04.747 | 26      |       |
| 23º  | 6  | Joan Olivé         | Aeroport de Castelló              | FTR                | 25   | +1:04.907 | 30      |       |
| 24º  | 68 | Yonny Hernández    | Blusens-STX                       | FTR                | 25   | +1:19.734 | 29      |       |
| 25º  | 20 | Iván Moreno        | Mapfre Aspar                      | Suter MMX          | 24   | +1 giro   | 31      |       |
| 26º  | 64 | Santiago Hernández | SAG Team                          | FTR                | 24   | +1 giro   | 34      |       |
| 27º  | 56 | Blake Leigh-Smith  | BRP Racing                        | FTR                | 24   | +1 giro   | 35      |       |
| 28º  | 95 | Mashel Al Naimi    | QMMF Racing                       | Moriwaki           | 24   | +1 giro   | 37      |       |

### Ritirati
| Nº | Pilota           | Squadra             | Motocicletta       | Giri | Griglia |
| -- | ---------------- | ------------------- | ------------------ | ---- | ------- |
| 39 | Robertino Pietri | Italtrans Racing    | Suter MMX          | 20   | 36      |
| 53 | Valentin Debise  | Speed Up            | FTR                | 19   | 28      |
| 43 | Kris McLaren     | BRP Racing          | Suter MMX          | 14   | 32      |
| 19 | Xavier Siméon    | Tech 3 B            | Tech 3 Mistral 610 | 12   | 23      |
| 16 | Jules Cluzel     | NGM Forward Racing  | Suter MMX          | 12   | 21      |
| 76 | Max Neukirchner  | MZ Racing           | MZ-RE Honda        | 1    | 11      |
| 75 | Mattia Pasini    | Ioda Racing Project | FTR                | 0    | 10      |
| 18 | Jordi Torres     | Mapfre Aspar        | Suter MMX          | 0    | 14      |
| 34 | Esteve Rabat     | Blusens-STX         | FTR                | 0    | 17      |
| 13 | Anthony West     | MZ Racing           | MZ-RE Honda        | 0    | 18      |

### Non partito
| Nº | Pilota              | Squadra               | Motocicletta |
| -- | ------------------- | --------------------- | ------------ |
| 14 | Ratthapark Wilairot | Thai Honda Singha SAG | FTR          |

## Classe 125
Marco Colandrea prende il posto di Francesco Mauriello al team dell'Aprilia WTR-Ten10 Racing. Simone Grotzkyj, infortunato, viene sostituito da Manuel Tatasciore. In questo Gran Premio corrono cinque wildcard: Tom Hatton e Avalon Biddle su Honda; Joshua Hook, Nicky Diles e Alexander Phillis su Aprilia.
La gara è stata interrotta dopo 20 dei 23 giri previsti a causa dell'incidente di Niklas Ajo. Essendo stati completati i due terzi della distanza prevista, è stata considerata valida la classifica del 20º giro.

### Arrivati al traguardo
| Pos. | Nº | Pilota              | Squadra                        | Motocicletta | Giri | Tempo     | Griglia | Punti |
| ---- | -- | ------------------- | ------------------------------ | ------------ | ---- | --------- | ------- | ----- |
| 1º   | 11 | Sandro Cortese      | Intact-Racing Team Germany     | Aprilia      | 20   | 34:49.670 | 2       | 25    |
| 2º   | 39 | Luis Salom          | RW Racing GP                   | Aprilia      | 20   | +13.572   | 10      | 20    |
| 3º   | 5  | Johann Zarco        | Avant-AirAsia-Ajo              | Derbi        | 20   | +14.311   | 1       | 16    |
| 4º   | 7  | Efrén Vázquez       | Avant-AirAsia-Ajo              | Derbi        | 20   | +14.926   | 6       | 13    |
| 5º   | 23 | Alberto Moncayo     | Andalucia Banca Civica         | Aprilia      | 20   | +22.328   | 8       | 11    |
| 6º   | 18 | Nicolás Terol       | Bankia Aspar                   | Aprilia      | 20   | +26.689   | 4       | 10    |
| 7º   | 55 | Héctor Faubel       | Bankia Aspar                   | Aprilia      | 20   | +28.887   | 5       | 9     |
| 8º   | 25 | Maverick Viñales    | Blusens by Paris Hilton Racing | Aprilia      | 20   | +35.635   | 9       | 8     |
| 9º   | 96 | Louis Rossi         | Matteoni Racing                | Aprilia      | 20   | +36.553   | 12      | 7     |
| 10º  | 99 | Danny Webb          | Mahindra Racing                | Mahindra     | 20   | +36.686   | 18      | 6     |
| 11º  | 77 | Marcel Schrötter    | Mahindra Racing                | Mahindra     | 20   | +38.608   | 19      | 5     |
| 12º  | 3  | Luigi Morciano      | Team Italia FMI                | Aprilia      | 20   | +41.697   | 11      | 4     |
| 13º  | 84 | Jakub Kornfeil      | Ongetta-Centro Seta            | Aprilia      | 20   | +43.349   | 13      | 3     |
| 14º  | 10 | Alexis Masbou       | Caretta Technology             | KTM          | 20   | +47.896   | 15      | 2     |
| 15º  | 50 | Sturla Fagerhaug    | WTR-Ten10 Racing               | Aprilia      | 20   | +55.159   | 23      | 1     |
| 16º  | 19 | Alessandro Tonucci  | Team Italia FMI                | Aprilia      | 20   | +56.909   | 16      |       |
| 17º  | 28 | Josep Rodríguez     | Blusens by Paris Hilton Racing | Aprilia      | 20   | +1:10.093 | 20      |       |
| 18º  | 17 | Taylor Mackenzie    | Phonica Racing                 | Aprilia      | 20   | +1:10.237 | 27      |       |
| 19º  | 60 | Manuel Tatasciore   | Phonica Racing                 | Aprilia      | 20   | +1:10.802 | 21      |       |
| 20º  | 63 | Zulfahmi Khairuddin | Airasia-Sic-Ajo                | Derbi        | 20   | +1:10.844 | 26      |       |
| 21º  | 14 | Brad Binder         | Andalucia Banca Civica         | Aprilia      | 20   | +1:27.965 | 24      |       |
| 22º  | 52 | Danny Kent          | Red Bull Ajo MotorSport        | Aprilia      | 20   | +1:37.676 | 7       |       |
| 23º  | 8  | Jack Miller         | Caretta Technology             | KTM          | 20   | +1:40.315 | 28      |       |
| 24º  | 40 | Marco Colandrea     | WTR-Ten10 Racing               | Aprilia      | 19   | +1 giro   | 30      |       |
| 25º  | 30 | Giulian Pedone      | Phonica Racing                 | Aprilia      | 19   | +1 giro   | 23      |       |
| 26º  | 46 | Joshua Hook         | Hook Racing.com                | Aprilia      | 19   | +1 giro   | 32      |       |
| 27º  | 26 | Adrián Martín       | Bankia Aspar                   | Aprilia      | 19   | +1 giro   | 14      |       |

### Ritirati
| Nº | Pilota       | Squadra                 | Motocicletta | Giri | Griglia |
| -- | ------------ | ----------------------- | ------------ | ---- | ------- |
| 31 | Niklas Ajo   | TT Motion Events Racing | Aprilia      | 19   | 17      |
| 36 | Joan Perelló | Matteoni Racing         | Aprilia      | 12   | 29      |
| 53 | Jasper Iwema | Ongetta-Abbink Metaal   | Aprilia      | 9    | 25      |
| 47 | Nicky Diles  | Aprilia RSW Racing      | Aprilia      | 6    | 31      |

### Non partiti
| Nº | Pilota         | Squadra                 | Motocicletta | Griglia |
| -- | -------------- | ----------------------- | ------------ | ------- |
| 94 | Jonas Folger   | Red Bull Ajo MotorSport | Aprilia      | 3       |
| 21 | Harry Stafford | Ongetta-Centro Seta     | Aprilia      |         |

### Non qualificati
| Nº | Pilota            | Squadra              | Motocicletta |
| -- | ----------------- | -------------------- | ------------ |
| 48 | Alexander Phillis | Phillis QBE Racing   | Aprilia      |
| 45 | Tom Hatton        | Fastline GP Racing   | Honda        |
| 49 | Avalon Biddle     | Avalon Biddle Racing | Honda        |